# Andrée Salomon
Pour les articles homonymes, voir Salomon.
Andrée Salomon (Grussenheim, Haut-Rhin, 25 mai 1908 - Jérusalem, Israël 23 juillet 1985) est une résistante française, qui s'est particulièrement illustrée dans le sauvetage des enfants juifs persécutés par l'Allemagne nazie.

## Biographie
Andrée Sulzer, jeune secrétaire d'un avocat de Strasbourg, milite dans le mouvement sioniste et chez les Éclaireurs israélites de France et y rencontre Tobie Salomon, chercheur en pétrochimie, qu'elle épouse en 1931. Leur fils unique, Jean, naît bien plus tard, en 1948.
Dès 1937, elle accueille des réfugiés d'Allemagne puis, à partir de la Nuit de Cristal, en novembre 1938, elle reçoit les enfants évacués d'Allemagne. En 1939-1940, elle dirige la colonie de Bourbach-le-Haut, qui est évacuée à La Bourboule, puis dans les maisons de l'OSE du Limousin et de Dordogne. Repliée à Clermont-Ferrand, elle est nommée Commissaire déléguée aux EIF par Robert Gamzon, et collabore avec la « Commission centrale des organisations juives d'assistance », dirigée par le grand rabbin René Hirschler. En 1941, déléguée de l'OSE aux camps de Gurs et de Rivesaltes, elle prépare les dossiers d'émigration des enfants juifs en partance pour les États-Unis et organise l'aide aux familles internées. Elle recrute des « internés volontaires » qui acceptent de vivre dans les camps pour organiser la vie matérielle, sociale et morale des internés démunis de tout. En 1943, après l'invasion de la zone sud, elle participe au réseau Garel, qui évacue clandestinement des enfants vers la Suisse. De même, en 1944, elle organise l'évacuation clandestine d'enfants vers l'Espagne.
Après la guerre, elle devient en 1952 secrétaire générale adjointe de la WIZO française, puis en 1957 secrétaire générale du bureau français des Israel Bonds. À sa retraite, en 1970, elle s'installe en Israël avec sa mari. 

## Prix et distinctions
Elle a toujours refusé de recevoir la moindre décoration ou distinction.